# Parkdale, Arkansas
Parkdale là một thành phố thuộc quận Ashley, tiểu bang Arkansas, Hoa Kỳ. Năm 2010, dân số của thành phố này là 277 người.

## Dân số
- Dân số năm 2000: 377 người.
- Dân số năm 2010: 277 người.